# Dassault/Dornier Alpha Jet
Dassault/Dornier Alpha Jet napredni mlazni školski zrakoplov koji se može koristiti i kao laki jurišnik. Nastao je u kooperaciji njemačkog Dorniera i francuskog Dasaaulta-Breuget. 

## Tehničke karakteristike
Osnovne karakteristike
- posada: 1-2
- dužina: 13,23 m
- raspon krila: 9,11 m
- površina krila: 17,5 m2
- visina: 4,19 m

Letne karakteristike
- najveća brzina: 994 km/h
- dolet: 2.780 km
- najveća visina leta: 13.700 m
- motor: 2 × SNECMA Turbomeca Larzac 04-C6